# Direct Memory Access
DMA (Direct Memory Access), kan översättas som direkt minnesåtkomst, är en teknik för att ge datorkomponenter (såsom grafikkort, nätverkskort och lagringsenheter) direkt åtkomst till minnet utan att processorn behöver vara inblandad. Processorn kan istället utföra andra uppgifter samtidigt som exempelvis ett nätverkskort skickar ut ett paket. Dessutom brukar det ofta vara möjligt att läsa och skriva stora block av data över systembussen på ett mer effektivt sätt via DMA än om processorn ska göra det via ett program.